# Xã Ree, Quận Ward, Bắc Dakota
Xã Ree (tiếng Anh: Ree Township) là một xã thuộc quận Ward, tiểu bang Bắc Dakota, Hoa Kỳ. Năm 2010, dân số của xã này là 21 người.